# Poêle (cuisine)
Pour les articles homonymes, voir Poêle.

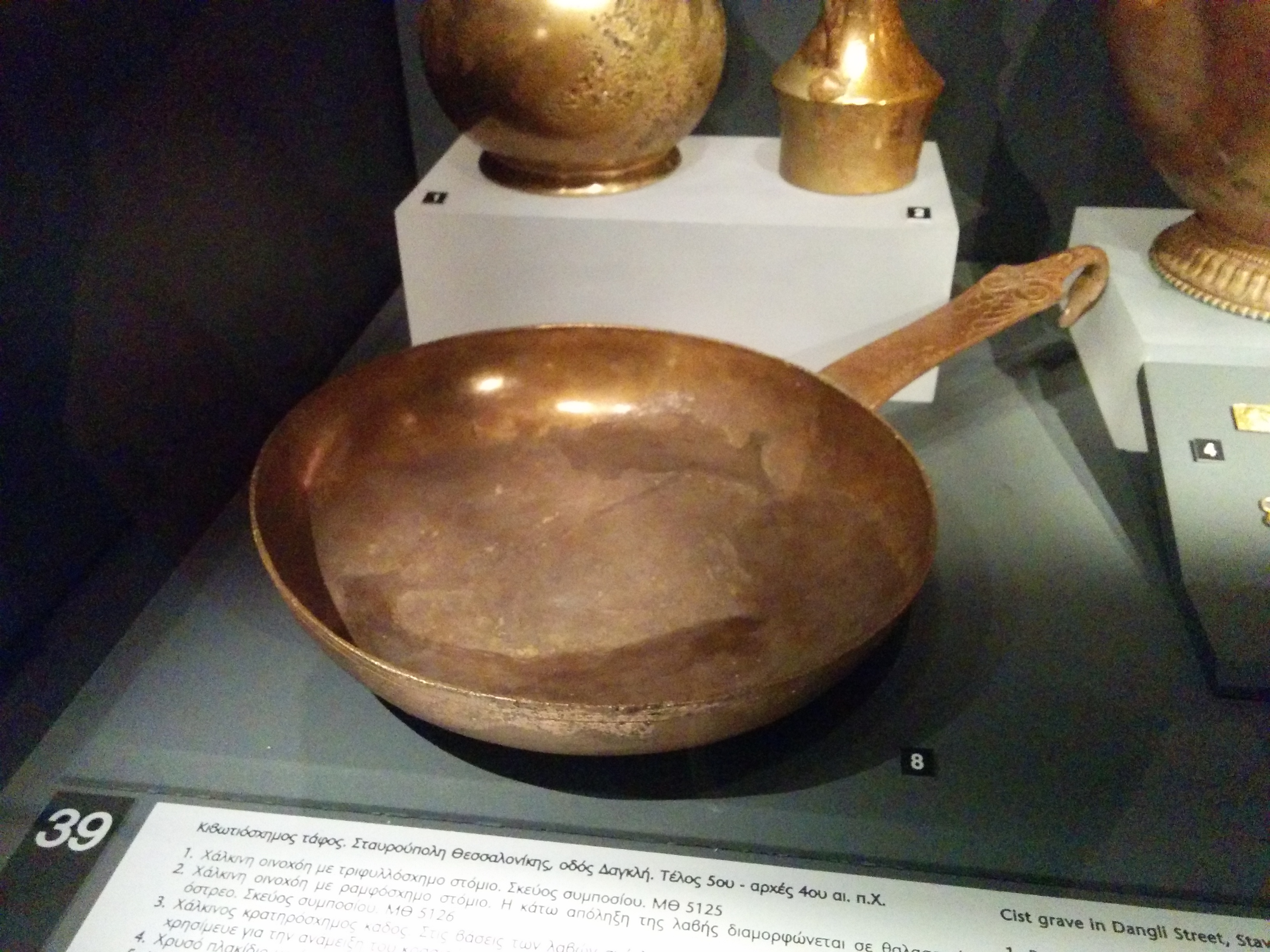
Poêle grecque en cuivre, Musée archéologique de Thessalonique, Grèce.

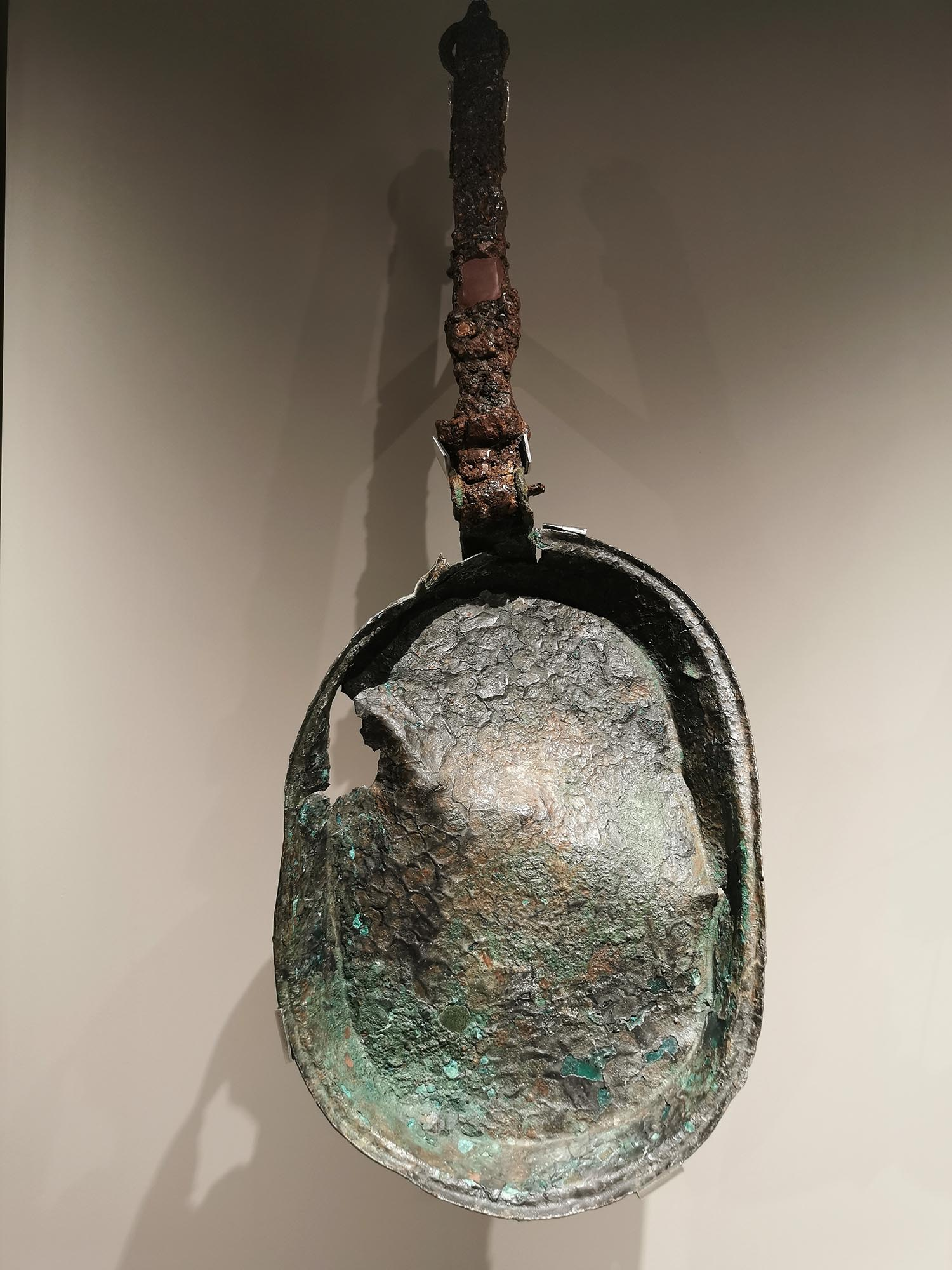
Poêle romaine en bronze à manche en fer, apr. J.-C. Musée du Forum romain de Carthagène, Espagne.

Une poêle (prononciation /pwal/ ou /pwɛl/) est un ustensile de cuisine utilisé pour la cuisson d'aliments solides tels que la viande, les légumes, les œufs.
On parle alors de « cuisson à la poêle », ou « faire sauter à la poêle ». On peut aussi utiliser le verbe du premier groupe poêler.
Cet ustensile de cuisson à plat peut être rapproché de la cuisson ancestrale sur pierre, mais trouve surtout ses sources dans l'ancienne Mésopotamie et lors de l'Antiquité, où elle se nomme tagēnon (τάγηνον) en Grèce (dont dérivent les mots tian et tajine) et patella ou sartago dans la Rome antique.
Elle est réinventée au XIe siècle, permettant ainsi de nouvelles recettes, dont l'œuf au plat.

## Types de poêles

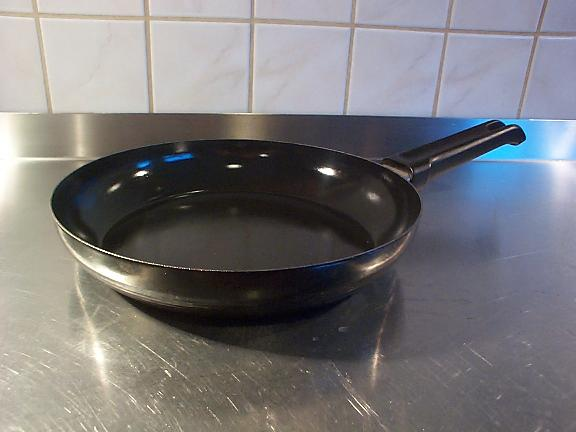
Une poêle émaillée.

Il existe différents types de poêles : la poêle à frire, la poêle à poisson, le poêlon, la poêle à blinis, etc., pourvues d'un seul long manche, d'un manche et d'une poignée auxiliaire, ou de deux poignées. Elles peuvent être fabriquées en divers matériaux : fonte, acier, cuivre, inox, pyrex. Grâce à leur fond composé de plusieurs couches, les poêles modernes conviennent souvent à plusieurs sources de chaleur : gaz, plaque électrique, induction.

## Poêles avec revêtement
La poêle antiadhésive est généralement en aluminium (bon conducteur de chaleur et léger) et recouverte d'un fin film antiadhésif le plus souvent en téflon, en céramique ou plus rarement en carbone amorphe. Cette propriété permet de diminuer l'adhérence des aliments et donc de réduire l'utilisation de matières grasses, mais aussi de simplifier le nettoyage.

### Revêtement en téflon

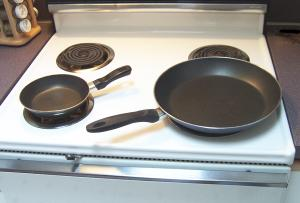
Différents types de poêles antiadhérentes.

Le premier revêtement antiadhésif et aussi le plus répandu est à base de polytétrafluoroéthylène (PTFE), dont l'un des noms de marque est le téflon, qui a donné  « téflon » dans le langage courant.
Bien que le téflon ait été inventé en 1938 par Roy Plunkett pour DuPont, il aura fallu attendre 1954 pour que l'ingénieur français Marc Grégoire (conseillé par son épouse Colette) dépose le brevet de la poêle en aluminium recouverte d'un film en téflon. Puis, en 1956, il fonde l'entreprise Tefal (mot-valise de téflon et aluminium) avec Louis Hartmann.
Cependant, en 2005, l'Agence de protection de l'environnement des États-Unis découvre que l'acide perfluorooctanoïque (PFOA), un produit chimique nécessaire à la fabrication du teflon, est cancérigène. En 2009, l'université de Copenhague découvre que les hommes qui ont du PFOA dans le sang ont plus de risque d'être stériles[réf. non conforme]. En 2010, une étude montre une corrélation entre le PFOA et le cholestérol. En 2011, les Centres pour le contrôle et la prévention des maladies publient que le sang de 98 % des Américains contient du PFOA. Or, le PFOA peut se retrouver à l'état de traces dans les poêles au téflon. La nourriture serait contaminée lorsque le revêtement est rayé (utilisation de couverts métalliques) ou qu'il est usé (chauffé à plus de 260 °C ou après un nombre important de passages au lave-vaisselle), d'où l'importance de remplacer régulièrement ses poêles.
En conséquence, DuPont annonce en 2006 la suppression du PFOA pour 2015[réf. non conforme]. C'est ce type de risque de contamination qui avait conduit DuPont à ne pas développer d'ustensile en téflon pour le grand public (dégagement de gaz toxique quand le téflon est chauffé à plus de 315 °C[réf. non conforme]).
Néanmoins, l'Agence française de sécurité sanitaire des aliments considère ce risque comme négligeable. Aucune trace de PFOA n'aurait été détectée lors de la cuisson avec un échantillon de ce type de poêles.

### Revêtement en céramique
Les poêles avec un revêtement en céramique sont en vogue depuis que les dangers du téflon ont été étudiés. La céramique des ustensiles de cuisson est composée principalement de silice et d'eau et ne contiendrait pas de composé toxique, mais les marques ne communiquent pas sur les liants utilisés en addition. Compte tenu de leur mise sur le marché encore récente, les effets sur la santé de ce type de poêles sont peu connus.
La fabrication des poêles en céramique rejette moins de CO2 que celle des poêles au PTFE[réf. nécessaire]. Le revêtement en céramique, qui supporte sans dommage une température de 400 °C, permet toutefois de cuire à plus basse température (200 °C), ce qui réduit la consommation d'énergie.[réf. souhaitée]

### Revêtement en carbone amorphe
Les poêles avec un revêtement en carbone amorphe (Diamond-Like Carbon en anglais) permettent une cuisson à 300 °C.

## Poêles sans revêtement
Ce type de poêle n'utilise pas de revêtement de surface destiné à améliorer ses propriétés antiadhésives.

### Poêle en acier

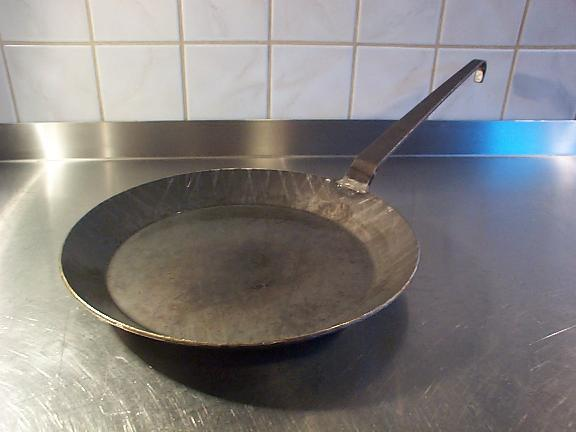
Poêle en acier.

La poêle en acier, plus couramment appelée poêle en fer, est le type de poêle le plus simple. Elle est généralement constituée d'une tôle d'acier emboutie à la presse à laquelle est fixée un manche (par rivetage, soudure ou vissage).
Comme tout ustensile en fer, cette poêle peut rouiller, il ne faut donc pas la nettoyer avec un détergent (pas de passage au lave-vaisselle) ni la faire tremper. Une poêle en fer se nettoie simplement en la rinçant à l'eau chaude et éventuellement en la frottant (une brosse en fer peut être utilisée : cette poêle ne craint pas les ustensiles en métal).
Pour la protéger de la rouille et la rendre antiadhérente la poêle en fer doit être culottée. Pour cela, on chauffe de l'huile dans la poêle. Cette huile va imprégner les pores du métal et former une couche protectrice qui s'améliorera cuisson après cuisson. La poêle présente alors un aspect noir et lisse, elle ne rouille pas et possède de bonnes propriétés antiadhérentes[réf. non conforme].
La bonne conductivité thermique du fer permet à cet ustensile une montée rapide en température, ce qui la rend idéale pour saisir une viande, dorer un œuf ou une omelette. L’innocuité sanitaire du matériau en fait également une alternative intéressante face aux interrogations que suscitent les poêles à revêtement antiadhésif.
Le fer est compatible avec tout mode de cuisson, dont l'induction.

### Poêle en fonte

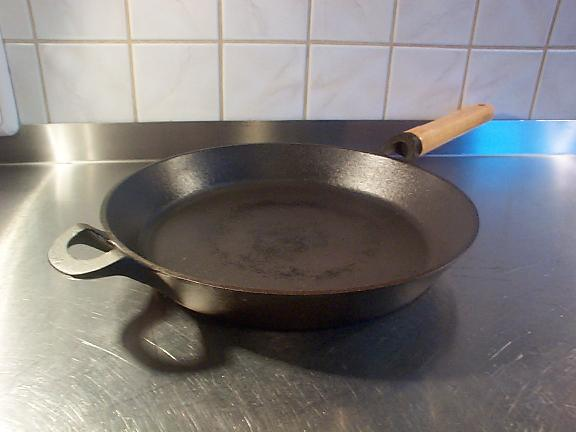
Poêle en fonte.

La poêle en fonte possède des caractéristiques similaires à la poêle en fer, mais possède une inertie thermique (et une masse) bien supérieure. Elle est donc adaptée au mijotage[réf. non conforme].
La fonte peut être émaillée ou naturelle, dans ce dernier cas elle nécessite comme la poêle en fer un culottage pour la rendre antiadhésive et impose les mêmes contraintes d'entretien.

### Poêle en inox

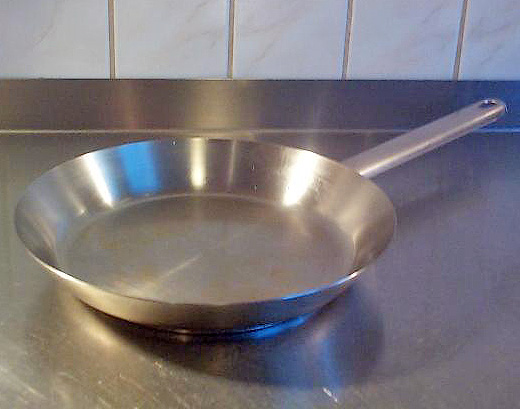
Poêle en inox.

La poêle en inox est intéressante d'un point de vue hygiénique. L'inox étant en effet un matériau biologiquement neutre qui s'entretient facilement à l'eau et au détergent. L'inox alimentaire couramment utilisé est du 18/10 : 18 % de chrome, 10 % de nickel.
En revanche, l'inox est un mauvais conducteur thermique et attache davantage que les autres types de poêles (il faut graisser la poêle avant usage ou bien choisir ses aliments et la température de cuisson). Les poêles en inox possèdent donc souvent une base faite de couches de métal (aluminium pour la diffusion de chaleur, fer pour la rendre compatible avec l'induction…) pressées et encapsulées dans un corps en inox pour pallier sa faible conductivité thermique.
Les poêles en inox ne sont composés d'aucun revêtement chimique. Elles sont considérées comme saines et sans danger pour la santé.

### Poêle en cuivre

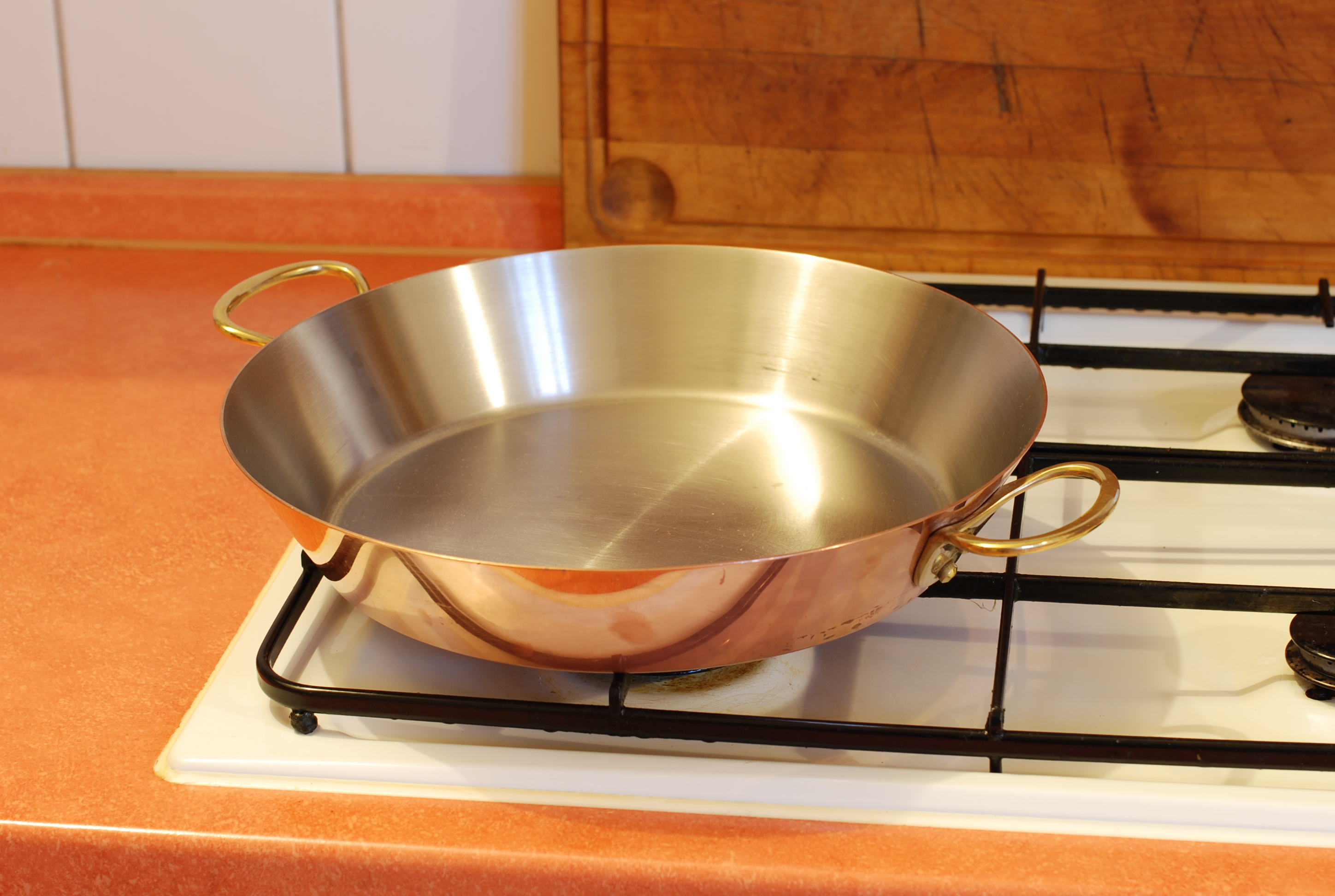
Poêle en cuivre.

La poêle en cuivre bénéficie d'une excellente conductivité thermique et permet donc une très bonne réactivité à la source de chaleur. Elle chauffe et se refroidit rapidement ce qui permet un contrôle très précis de la cuisson. En revanche, l'oxyde de cuivre qui se forme au contact d'aliments acides ou salés est toxique, les ustensiles de cuisine en cuivre sont donc recouverts d'un matériau protecteur : plaque d'inox ou étamage. L'entretien et les caractéristiques antiadhésives dépendent donc de ce matériau.